# Kohala
Der Kohala ist ein erloschener Vulkan, der den Norden von Hawaii bildet. Nach ihm ist der gleichnamige Verwaltungsbezirk Kohala benannt. In seiner Ostflanke sind tiefe Täler eingeschnitten, darunter das von Waipiʻo-Tal im Süden und Pololū-Tal im Norden. Von der Westseite aus sind im Herbst und Winter oft Buckelwale zu beobachten.

## Lage

Schematische Karte der Insel Hawaii

Die Kohala Mountains bilden den nordwestlichen Teil der Insel, die am Upolu Point ihren nördlichsten Punkt erreicht. Während im Westen und insbesondere im Norden steile Hänge das Bild der Kohala Mountains prägen, gehen sie im Südosten nahe Waimea in einem breiten Sattel in das Massiv des Mauna Kea über. 
Der ovale Gebirgsstock besitzt eine Länge von rund 24 Kilometer, die markantesten Erhebungen sind – von Nordwesten nach Südosten – Pu'u Ula (290 m/951 ft), Pu'u O Nale (542 m/1777 ft), Pu'u Hue (724 m/2375 ft), Lahikiola (1031 m/3383 ft), Pu'u Pili (1435 m/4708 ft), Kaunu o Kaleiho'ohie (1670 m/5480 ft), Pu'u Pohoulaula (1401 m/4596 ft) und Ka'ala (1215 m/3985 ft).

## Erdgeschichte und Geologie
Die Kohala Mountains sind die Überreste des ältesten Vulkans der Insel. Es darf davon ausgegangen werden, dass seine Entstehung vor rund 1 Million Jahren begann; etwa 500.000 Jahre später erreichte er die Wasseroberfläche. Vor rund 300.000 Jahren begann ein merkliches Nachlassen der Aktivität; die letzte Eruption dürfte etwa 120.000 Jahre zurückliegen. Die eigenartige, langgezogene Form des Berges resultiert aus einem Erdrutsch, der vor 250.000 bis 300.000 Jahren zum Abrutschen der gesamten Nordflanke führte. Darüber hinaus haben spätere Eruptionen des Mauna Kea und des Mauna Loa Teile des Kohala überformt, so dass die ursprüngliche Gestalt dieses Schildvulkans nicht mehr ermittelt werden kann. 
Die bereits relativ lang anhaltende Erosion hat an der regenreichen Nordwestküste zur Herausbildung der für die Kohala-Küste typischen und hier besonders ausgeprägten Täler gesorgt, die nahezu vertikal abfallen. Während das Waipiʻo Valley von Kukuihaele aus relativ leicht erreichbar ist, sind die westlicher gelegenen Täler Waimanu Valley, Honopue Valley und Pololu Valley nur durch aufwendige Fußmärsche erreichbar. An den bis zu fast 800 m hohen Wänden des Waimanu-Tals befinden sich mehrere Wasserfälle, darunter die Waihīlau Falls (792 m), der höchste Wasserfall der Insel.

## Wetterscheide
Trotz seiner nur geringen Höhe stellt der Kohala eine bedeutende Wetterscheide dar. Während auf dem Gipfel mehr als 3800 mm Niederschlag im Jahr zu verzeichnen sind, fallen im weniger als 20 km südwestlich gelegenen Kawaihae jährlich nur rund 130 mm Regen. Die Gipfelregion ist mit Nebelwald, die Südflanke mit Trockenwald und Grasland bedeckt.